# Equus (sztuka)
Equus – dramat przedstawiający ludzką fascynację seksualną końmi, napisany przez Petera Shaffera w 1973. Autor otrzymał za nią Tony Award.
Sztuka została zekranizowana w 1977 przez Sidneya Lumeta (Equus, polski tytuł Jeździec) z Richardem Burtonem i Peterem Firthem w rolach głównych.

## Czas i miejsce akcji
Akcja dramatu rozgrywa się w drugiej połowie XX wieku, w szpitalu psychiatrycznym w południowej Anglii.

## Treść
Spektakl opowiada o chorym psychicznie chłopcu, Alanie Strangu, który oślepił metalowym szpikulcem sześć koni w stajni, w której pracował. Psychiatra, Martin Dysart, próbuje znaleźć przyczyny tego czynu. Lecząc i obserwując chłopca owładniętego religijno-seksualną obsesją, stara się znaleźć sens własnego istnienia. 

## Postacie
Źródło: 
- Martin Dysart, psychiatra
- Alan Strang
- Frank Strang, ojciec Alana
- Dora Strang, matka Alana
- Hester Salomon, sędzia
- Harry Dalton, właściciel stajni
- Jill Mason
- Pielęgniarka
- Konie (grane przez aktorów)

i in.